# مستقبلي (برنامج)
برنامج مستقبلي هو برنامج تطوعي يستهدف فئة الشباب من المرحلة الثانوية إلى المرحلة الجامعية، تأسس عام 2007. البرنامج من إحدى برامج جمعية القطيف الخيرية. منذ 2010م، خدم البرنامج أكثر من 16 ألف طالب وطالبة على مستوى قطاع القطيف كما غطى 61 مدرسة خلال 2018 بإقامة ورش عمل داخل المدارس. امتدت برامج وأنشطة مستقبلي إلى المناطق المجاورة ليشمل الجبيل والدمام والخبر.

## التأسيس
تأسس البرنامج عام 2007م عبر إطلاق ملتقى التخصصات الأكاديمية بالقطيف. وقد كان الملتقى الأول من نوعه على مستوى المملكة للتعريف عن التخصصات الجامعية وتحديد الأهداف الجامعية لطلبة المرحلة الثانوية.

## المبادرات والأنشطة
يستهدف برنامج مستقبلي خلال العام شرائح المجتمع المتعددة من طلاب المدارس والخريجين والطلاب الجامعيون والأسرة. وذلك عبر تقديم مجموعة من الفعاليات والبرامج التي تهدف إلى تقديم المعلومات الأكاديمية بصورة دقيقة وممنهجة، إضافةً إلى إقامة الحوارات والملتقيات التعليمية.

### مستشارو مستقبلي
مستشارو مستقبلي هم فريق مكون من خبراء ومختصين في مجالات مختلفة يتهم بالإجابة على استفسارات المستفيدين في التخصصات الصحية والهندسية والإدارية وأيضاً تخصصات العلوم وعلوم الحاسب والتخصصات التقنية.

### دليل التخصصات الأكاديمية
بدأت فكرة الملتقى من نشرة إلكترونية باسم ”نشرة التخصصات لطلاب الثانوية”. وفي بداية شهر صفر عام 1431هـ تم التواصل مع برنامج مستقبلي لتكثيف الجهود لإنجاز الدليل وتم تشكيل فريق عمل أخذ على عاتقه الفهرسة والتسويق لإنجاز بقية التخصصات. بعد إنجاز 56 تخصصاً في الإصدار الثاني، واصل الفريق بإضافة 36 تخصص إضافي في مجالات الهندسة والإدارة والعلوم والطب وفتح قسم جديد لتخصصات الدبلوم حتى وصلت مجمل محتويات الدليل إلى 92 تخصص احتوت على النقاط التالية:
1. التعريف
2. ماذا يركز عليه التخصص؟
3. المهارات المكتسبة
4. أهم المواد
5. بعض المسميات الوظيفية
6. أفكار خاطئة
7. ملحوظات تهمك

### سفراء مستقبلي
تهدف الزيارات المدرسية إلى زيادة الوعي لدى الطلبة بالمرحلة الجامعية. يُقدَّم خلال الأنشطة برنامجاً تدريبياً تفاعلياً لأكثر من 7,000 مستفيد ومستفيدة على قرابة 60 مدرسة ثانوية في محافظة القطيف للبنين والبنات في العام الدراسي.

### ملتقى التخصصات الأكاديمية
يقيم برنامج مستقبلي ملتقى التخصصات الأكاديمية سنوياً:
1. ملتقى التخصصات الأكاديمية الثالث عشر: انطلق في 16 مايو، 2019م تحت عنوان «الاستدامة». استعرض الملتقى 55 تخصصاً أكاديمياً يعرضهم أكثر من 330 متطوع ومتطوعة خلال أربع أيام.[5][6] حضر الملتقى أكثر من 1,000 مستفيدة[7]
2. ملتقى التخصصات الأكاديمية الثاني عشر: انطلق في 24 مايو، 2018م، وحضره أكثر من 4,000 مستفيدًا ومستفيدة واحتوى على ما يقارب 50 تخصصًا أكاديميًا في مختلف المجالات، وثمانية أركان إثرائية، منها : ركن "جيفه نوصل”، إلى جانب الشراكات الاستراتيجية والتي من ضمنها “مسيرة”، “نادي الروبوت” و”فريق العلاج التنفسي التطوعي” والذين أثروا الملتقى بأركانهم وبرامجهم.[8]
3. ملتقى التخصصات الأكاديمية الحادي عشر: انطلق في يوم الاثنين 5 مايو، 2017م، بلغ عدد التخصصات التي سيعرضها مستقبلي للمستفيدين 62 تخصصاً، وذلك بمشاركة 200 عارض وعارضة لهذه التخصصات، إضافة إلى 6 أركان إثرائية يعمل عليه 36 كادراً، وسيكون ضمن الأركان الإثرائية ركن يجمع خبراء ومبدعين حققوا إنجازات مبهرة في مجالهم للحديث مع الطلاب المستفيدين.[9][10]

### ملتقى الإعداد الجامعي
يقام ملتقى الإعداد الجامعي لتعريف المستفيدين بمهارات الدراسة والبحث العلمي في المراحل الدراسية عامة وفي السنة التحضيرية الجامعية. بالإضافة إلى الاطلاع على أنظمة وقوانين الجامعات والكليات المختلفة والتعرف على الأركان الإثرائية الأخرى. وانطلق منه المعارض الآتية:
1. ملتقى الإعداد الجامعي الثاني: انطلق في يوم الأربعاء 23 أغسطس، 2017م.[12]
2. ملتقى الإعداد الجامعي الأول.

### ملتقى الابتعاث والابداع
انطلق ملتقى الابتعاث في عام 2013 باستضافة أكثر من 13 دولة ضمن برنامج خادم الحرمين الشريفين للابتعاث الخارجي. يمثل كل دولة مجموعة طلاب ومختصين في مجال الابتعاث.

### عالم مستقبلي
عالم مستقبلي هو فعالية تقام بتنظيم من مستقبلي بالشراكة مع مدارس المنطقة وبرعاية من القطاع الخاص.

تهدف هذه الفعالية لمنح الطلاب فرصة خوض تجارب لمهن مختلفة وممارسة مهاراتها كالطب والتمريض في المستشفى، والتعليم والإشراف التربوي في المدرسة، والبيع والشراء في مركز التسوق وغيرها، فيكتسب الطالب مهارات جديدة ويصبح مطلعاً أكثر على طبيعة المهن والتكامل فيما بينها.

شعار تد إكس البحر.

## فاب لاب مستقبلي
وهو معمل تصنيع رقمي وبيئة حاضنة مجهزة بجميع الأدوات اللازمة والمساعدة في إعداد وإخراج منتجات مختلفة. تمزج بين أفكار الطلاب والطالبات والمصممين والمبرمجين والمهندسين وغيرهم من المستفيدين. يعتبر فابلاب مستقبلي التابع لخيرية القطيف واحد من أصل ستمئة فرع من فروع المنظمة العالمية “Fablab” التابعة لمعهد ماساتشوستس للتكنولوجيا MIT في بوسطن.

## تد إكس البحر
تيد هي منظمة غير ربحية شعارها ” أفكار تستحق النشر”، وتقوم بتقديم سلسلة من المؤتمرات العالمية التي تهدف لتعريف ونشر الأفكار الجديدة والمتميزة. عمل مستقبلي في سنة 2015 على التخطيط لإطلاق “تيدكس البحر” واستمر منذئذ في الاستمرار إلى عام 2018م.

## القطيف ميكر مينا
القطيف ميكر مينا (بالإنجليزية: Qatif Maker Mena)‏ هو فعالية ينظمها برنامج مستقبلي مع برايت أب وسعودي سيبوتكس تحت إشراف بلدية محافظة القطيف. تعد الفعالية التجمع الأول للصناع والمبتكرين في المنطقة، انطلقت الفعالية يوم السبت الموافق للأول من فبراير على الواجهة البحرية بالقطيف، وحضرها أكثر من 2,000 زائراً وزائرةً. كان الأصل هو حدث عالميّ أنشاته مجلة Make للاحتفال بالفنون والحِرف والهندسة ومشاريع العلوم وثقافة “افعلها بنفسك”. تركز الفعالية على دعم الصناع في جميع أنحاء العالم لخلق مجتمعات صانعة. يشتمل المعرض على عدة أركان من العلوم والهندسة، الفنون، والحرف اليدوية. إضافةً إلى المشاريع المجتمعية وورش العمل المختلفة والموجهة للأطفال والشباب وأولياء الأمور. شارك في المعرض قرابة الخمسين صانعًا وصانعة من مختلف المجالات الهندسية والالكترونية، الحرفية والفنية، وهم:
1. زيرونكس
2. نادي الروبوت بالقطيف
3. فريق نقش الضوء
4. مجموعة كلنا رسامون
5. جامعة الملك فهد للبترول والمعادن
6. مدرسة رند العالمية
7. مدرسة مؤتة المتوسطة
8. مختبر علومي المرحة
9. نادي الابتكار
10. إلكترينو
11. علي ناصر سلمان الصادق
12. علي سعيد عباس الحباس
13. رضا الفلفل
14. ليلى نصرالله
15. علي مهدي
16. حسين سعيد علي السادة
17. حسن رضوان
18. فاطمة علوي محمد السادة
19. انيس علوي هاشم العلوي
20. علي عبدالكريم ناصر الحمود
21. إسماعيل بن عبدالله محمد هجلس
22. احمد القديحي
23. حسنين محمد الرمل
24. هاشم عبدالعظيم عباس آل طويلب
25. أحمد علوي أسعد السعيدي
26. فاطمه محمد علي الدبيس
27. فرحة عبدالله حسن آل سالم
28. حيدر علوي هاشم العلوي
29. معصومه صالح احمد ال حمدان
30. منصور علي عبدالله آل مدن
31. هاشم علوي هاشم العلوي
32. سكينة علي جعفر آل غزوي
33. هاشم علوي هاشم الفوار
34. أمير فيصل البيطار
35. صالح احمد صالح المحسن
36. محمد سامي محمد الصليبيخ
37. إيمان فاخر علي غاشي
38. ناصر حبيب العالي
39. محمد احمد عبدالمحسن السالم
40. حسن عبدالله إبراهيم آل إسماعيل
41. بشرى حسن حبيب الجارودي
42. عبدالعزيز عبدالمحسن العبداللطيف
43. نوره طالب ضياء العوامي
44. نور إبراهيم مهدي المحاسنة
45. حيدر سامي عبدالله الجنوبي
46. أسامة عبد الله سلمان الغريافي
47. اشواق صالح حسن ال جواد
48. أحمد عدنان محمد الربربة
49. هاشم أحمد حسين العوامي
50. آلاء عبدالعزيز عبدالله الماحوزي

## الهيكل التنظيمي
1. الإدارة المالية[1]

1. مجلس الإدارة

1. فاب لاب مستقبلي
  1. لائحة مستقبلي
    1. إدارة التوابع
    2. المدير التنفيذي
      1. المشاريع
      2. العلاقات العامة
      3. الإعلام

    3. الموارد البشرية

### الإدارة
- المسؤول العام: صادق الجشي.[19]

## وصلات خارجية
- موقع فاب لاب مستقبلي الرسمي.
- صحيفة أخبار مستقبلي.
- أرشيف استشارات برنامج مستقبلي.
- صفحة التواصل مع برنامج مستقبلي.
- موقع مستقبلي الرسمي.
- موقع تد إكس البحر الرسمي التابع إلى تد.
- فلم الجانب الآخر، أحد الأفلام التي أخرجها وأنتجها برنامج مستقبلي على اليوتيوب.
- مقابلة قناة مركز تلفزيون الشرق الأوسط مع برنامج مستقبلي على اليوتيوب.